# 三星Galaxy C5 Pro
三星Galaxy C5 Pro是一款由韓國三星電子推出的智慧型手機，於2017年3月上市，運行Android 6.0.1 Marshmallow作業系統，可升級至Android 8.0.0 Oreo作業系統，使用者介面為Samsung Experience。這台智慧型手機搭載了高通驍龍 626，4GB的記憶體和64GB儲存空間組成，最大可以擴充到256 GB的MicroSD記憶卡，支援4G+3G雙卡雙待，電池分別為不可拆卸式2600mAh，支援快充。 採用三星自家的Super-AMOLED FHD螢幕，支援Always On Display，尺寸為5.2吋。